# Pervomayskaya Peak
Der Pervomayskaya Peak (russisch Гора Первомайская Gora Perwomaiskaja, deutsch ‚Erster-Mai-Berg‘) ist ein 2795 m hoher Berg im ostantarktischen Königin-Maud-Land. Im Wohlthatmassivs ragt er 1,5 km nordöstlich des Skarshovden im Zentrum des Alexander-von-Humboldt-Gebirges auf.
Entdeckt und aus der Luft fotografiert wurde er bei der Deutschen Antarktischen Expedition 1938/39 unter der Leitung des Polarforschers Alfred Ritscher. Norwegische Kartographen kartierten ihn anhand von Vermessungen und Luftaufnahmen der Dritten Norwegischen Antarktisexpedition (1956–1960). Teilnehmer einer sowjetischen Antarktisexpedition (1960–1961) nahmen eine neuerliche Kartierung und die Benennung vor. Das Advisory Committee on Antarctic Names überführte die russische Benennung im Jahr 1970 in einer Teilübersetzung ins Englische.